# Чемпионат мира по конькобежному спорту на отдельных дистанциях 2023 — командный спринт (мужчины)
Соревнования в командном спринте среди мужчин на чемпионате мира по конькобежному спорту на отдельных дистанциях 2023 года прошли 2 марта на катке «Тиалф», Херенвен, Нидерланды.

## Результаты
| Место | Страна                                                              | Время                  | Отставание             |
| ----- | ------------------------------------------------------------------- | ---------------------- | ---------------------- |
| 1     | Канада · Лоран Дюбрёй · Кристофер Фиола · Антуан Желина-Больё       | 1.19,26                |                        |
| 2     | Нидерланды · Весли Дейс · Хейн Оттерспер · Мерейн Схеперкамп        | 1.19,67                | +0,41                  |
| 3     | Норвегия · Ховар Лорентсен · Бьёрн Магнуссен · Хенрик Фагерли Рукке | 1.19,80                | +0,54                  |
| 4     | Польша · Марек Каниа · Пётр Михальский · Дамиан Журек               | 1.20,21                | +0,95                  |
| 5     | Германия · Никлас Курцман · Хендрик Домбек · Мориц Кляйн            | 1.21,01                | +1,75                  |
| 6     | США · Купер Маклеод · Остин Клеба · Конор Макдермотт-Мостовы        | 1.21,02                | +1,76                  |
| 7     | Казахстан · Александр Кленко · Артур Галиев · Дмитрий Морозов       | 1.22,90                | +3,64                  |
|       | Китай · Ван Шивэй · Лянь Чживэнь · Нин Чжунянь                      | Не закончили дистанцию | Не закончили дистанцию |